# Platja de l'Horta de Santa Maria
La platja de l'Horta de Santa Maria és una de les més petites del municipi de Cambrils (comarca del Baix Camp). Té unes dimensions de: 550 m de longitud i 54 m. d’amplada mitjana. La seva bona comunicació fa que siguin platges d’alta ocupació. S’hi accedeix per carretera, des de l'autopista AP-7 (sortida 37), o les nacionals A-7 i antiga N-340 direcció al port marítim. També s’hi pot accedir mitjançant transport públic, a ja que les paredes d’autobús i tren disten a uns 500 m de la platja.
La platja de l’Horta de Santa Maria que té el seu origen en la sedimentació de la riera d'Alforja i del barranc de la Mare de Déu del Camí, queda protegida pels espigons situats davant de la costa i la seva sorra disminueix en granulometria en direcció oest. La platja de l’Horta de Santa Maria pertany a la urbanització l'Albereda.
Disposa de pàrquing proper, papereres, dutxes, lavabos i un bar de platja. També compta amb un servei de neteja de la sorra diari en temporada alta, servei de vigilància, accés per a discapacitats, senyalització de l'estat de la mar.
Com a element d’interès destaca el jaciment romà de la Llosa (que forma part del Museu d’Història de Cambrils) situat a pocs metres de la platja de l’Horta de Santa Maria, al barri de la Llosa.